# 戴维·克罗克特
大衛·克羅克特（英語：Davy Crockett，本名；1786年3月17日—1836年3月6日），美国政治家和战斗英雄。他曾当选代表田纳西州西部的众议员，其後積極参与得克薩斯革命並於阿拉莫戰役中战死。

## 早年生涯
克罗克特生于田纳西州格林维尔。他的祖先是来自乌尔斯特（北爱尔兰）的苏格兰裔和法国裔归正宗教徒。他是九个孩子中的第五个，几乎没有受过什么教育。以19世纪早期的标准来说，克罗克特称得上是一个身材魁梧的大汉：他身高1.78米左右，体重86公斤。
1813年9月24日他加入了田纳西骑兵志愿军第二团，然而他只在那里服役了90天。他的长官是很多年后当上美国总统的安德鲁·杰克逊。在服役期间，他参加了对克里克印第安人的战争，并一举成名。

## 政治生涯
退役后，克罗克特在他的故乡开始他的政治生涯。最先他在市政府内任职，消灭了当地的贪污腐败现象。1826年和1828年他被选为代表田纳西州的众议员而进入了美国国会。在华盛顿，克罗克特又遇到了他当年的老上司，时为总统的安德鲁·杰克逊。但他们却因为一项旨在驱逐印第安人的法案而产生了激烈的争吵。由于杰克逊素来厌恶印第安人，所以极力推动法案实行，而亲身经历过印第安人战争的克罗克特则倾向和印第安人和平共处。由于新法案受到大部分白人移民的拥护，克罗克特甚至因此而在1830年输掉了他的众议员席位。不过1832年他又再一次夺回。
1834年戴维·克罗克特出版了他的回忆录。由于他为了此书投入了过多的时间，他再一次输掉了选举。在此之后，他决心去德克萨斯支持并参与当地反抗墨西哥统治的革命。1836年1月14日，克罗克特和其他65人一同投奔德克萨斯独立政府，每个人都被许诺将在战争胜利后得到19平方公里的土地。

## 德克萨斯独立战争
1836年2月6日，克罗克特领着12人来到了圣安东尼奥的阿拉莫以增援守军。阿拉莫之战最终在2月23日爆发。克罗克特的任务是负责在教堂前栅栏的防守。阿拉莫守军共有约187人。对于他们来说，几乎没有任何获胜希望：援军始终未来，而包围他们的墨西哥军队则有5000人。13天后，德克萨斯军被击败，尽管他们最终赢得了战争的胜利。传说中克罗克特死于战斗中，不过依据最新的证据显示，克罗克特和其他起义领导人在战斗结束后被逮捕，并在第二天在桑塔·安那的命令下被当众枪决。

## 外部連結
- 戴维·克罗克特－美國國會國家人物傳記大辭典

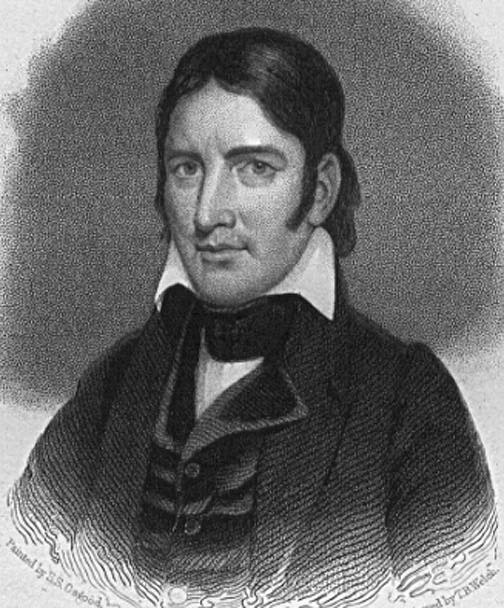
戴维·克罗克特

- Davy Crockett的作品  - 古騰堡計劃
- 互联网档案馆中戴维·克罗克特的作品或与之相关的作品
- 來自戴维·克罗克特的LibriVox公共領域有聲讀物
- LibriVox中的公有领域有声书《David Crocket: His Life and Adventures by John S. C. Abbott》
- Official site of the descendants of David Crockett （页面存档备份，存于）
- 線上版《Handbook of Texas》中的David Crockett
- First Hand Alamo Accounts （页面存档备份，存于）
- David Crockett. . Carey, Hart & CO. 1834: 1.